# Rhynchosia grandiflora
Rhynchosia grandiflora är en ärtväxtart som beskrevs av Ernst Gottlieb von Steudel. Rhynchosia grandiflora ingår i släktet Rhynchosia och familjen ärtväxter. Inga underarter finns listade i Catalogue of Life.